# António Nogueira (1570-1640)
António Nogueira, O. Cristo (Tomar, cerca de 1570 - 14 de setembro de 1640) foi um frei da Ordem de Cristo e prelado português da Igreja Católica, Bispo de São Tomé.

## Biografia
Nascido da região de Tomar, em cerca de 1570, era sacerdote e pregador da Ordem de Cristo, além de lente de teologia no Convento de Tomar.
Foi escolhido para Bispo de São Tomé em 25 de outubro de 1632, sendo seu nome confirmado em 17 de dezembro de 1635. Não chegou a ir para a Sé, falecendo no Convento de Tomar em 14 de setembro de 1640.